# Дживані
Дживані (арм. Ջիվանի, справжнє ім'я Сероба  Левонян; 1846, Карцахі, Ахалцихський повіт, Кутаїська губернія — 5 березня 1909, Тифліс) — вірменський поет, музикант і ашуг.

## Біографія
Народився в селі Карцев (Карзая), поблизу м. Ахалкалакі у родині хлібороба. У віці 8 років Джівані залишився сиротою. Виховувався у родині дядька (вірм. հորեղբայր հորեղբայր, брат батька). Основам музичного мистецтва Дживані навчався у селі у видатного майстра Гара-Газара. Навчався грі на кеменче і скрипці, а також народних пісень.

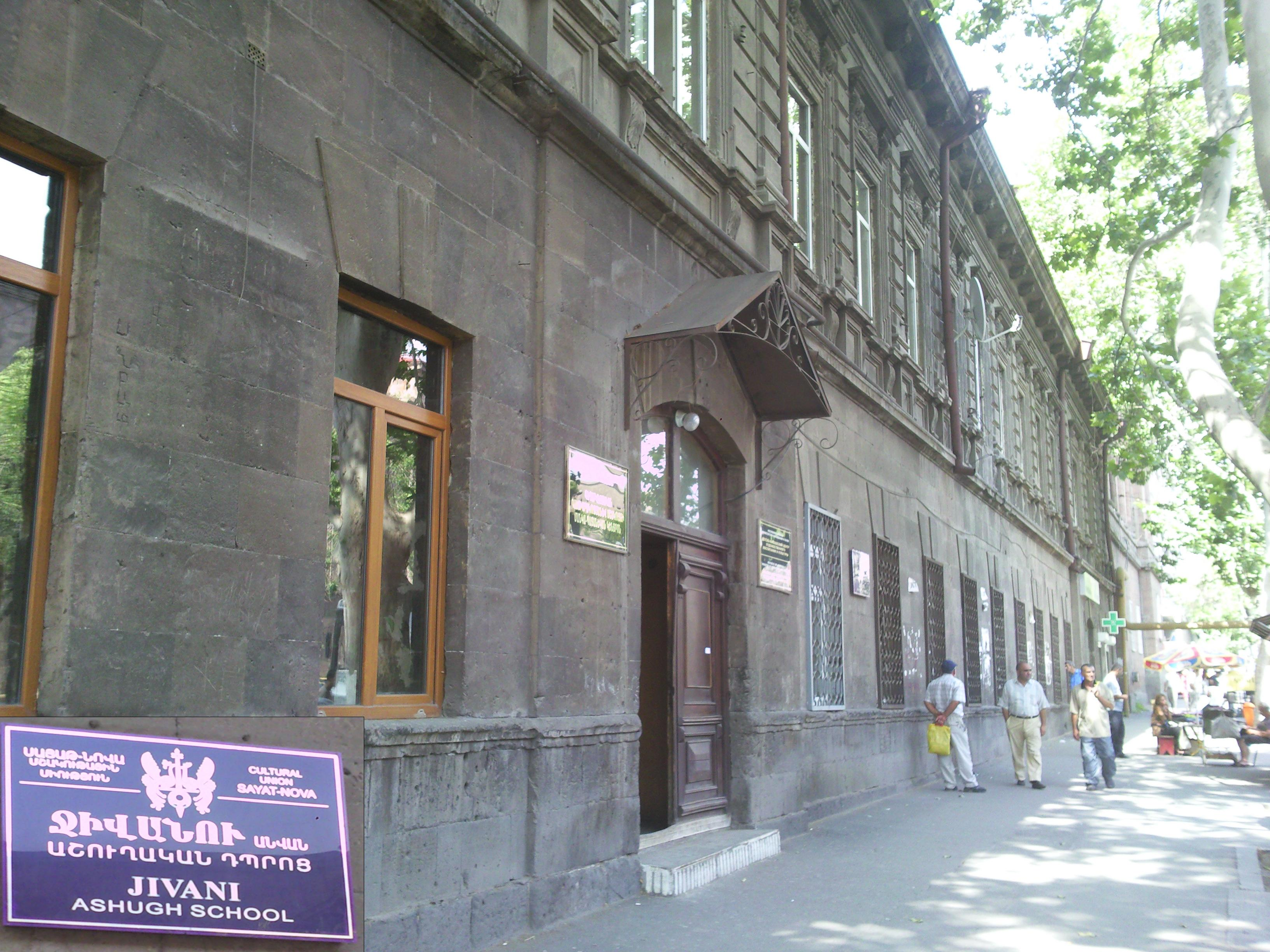
Школа ашугів ім. Дживані в Єревані

У 1866 році в село Карцев прибув молодий ашуг Сазаін (Агаджан). Разом з ним Дживані переїжджає до Тифліс. Музична діяльність ашуга почалася і сформувалася в Тифлісі, а потім (з 1868 по 1895 рік)  розвинулася у Олександрополі. Жив у Тифлісі з 1895 до своєї смерті.
В Олександрополі Дживані перебував в оточенні групи однодумців, співаків-ашугів (Джамалі, Шагрін, Малул, Гейраті, Фізаї). За свій талант отримав визнання і титул устабаші (від азерб. usta başı уста — майстер, баші — глава, головний майстер). З великим успіхом група ашугів виконувала свої пісні по всьому регіону: Тифліс, Батум, Баку, Карс та в інших містах Закавказзя.
Творчість Дживані більш різноманітна й різнобічна, ніж творчість його сучасників. Він є автором, за різними джерелами, від 800 до 1000 творів. Він був добре знайомий з вірменською літературою XIX століття, яка справила значний вплив на творчість. Його поезія характеризується особливою чистотою вірменської мови; поет уникає характерних для інших ашугів (наприклад Саят-Нова) поширених запозичень з інших мов (таких як фарсі, арабська або турецька).
У своїх піснях Дживані описував злидні і безправ'я (на кшталт «Селянське життя», «Робочий»), засуджував гнобителів, зображував боротьбу вірменського народу проти іноземців, оспівував братерство народів. Для багатьох пісень Дживані («У цю ніч», «Як дні зими», «Серна», «Холостяк і одружений», «Простак-горобець») характерні прийоми традиційної східної поезії. Багато пісень  стали народними («Мати», «О, красуня», «У джерела» та ін.). На проміжку між 1870 і 1890 роками на зміну ліричним, романтичним творам, характерним для ашугів, у творчість Дживані приходять пісні опору і соціального протесту, іронічні, викривальні і сатиричні.
Похований у Пантеоні Ходживанка у Тбілісі. Одним з найбільш відомих виконуваних творів Дживані є пісня Կուգան ու կերթան («Прийдуть і підуть»), написана в 1892 році.

## Видання творів
До 1880 року твори Дживані видавалися в різних друкованих виданнях, а в 1882 році були опубліковані окремою збіркою. Окремі твори Дживані, що мають велике мистецьке значення, неодноразово перекладалися на російську мову. На сьогодні відомо і опубліковано більше 1000 пісень і понад 100 мелодій Дживані.

## Див.  також
- Ашуги